# Cassina de’ Pecchi (stacja metra)
Cassina de’ Pecchi – stacja metra w Mediolanie, na linii M2. Znajduje się w miejscowości Cassina de’ Pecchi i zlokalizowana jest pomiędzy stacjami Bussero, a Villa Fiorita. Została otwarta w 1972.